# Coronini
Coronini (en hongrois : Lászlóvára) est une commune roumaine située dans le județ de Caraș-Severin.